# Jason Brown (Musiker)
Jason Brown (* 1969 in Derry, Nordirland) ist ein britischer Musiker und College-Lehrer.

## Leben
Geboren wurde Jason Paul Brown in Nordirland. 1988 zog er für sein Studium nach Manchester. Dort gründete er ein Jahr später die Indie-Band This Gigantic World und spielte dort Gitarre bis zur Auflösung der Band 1995. This Gigantic World veröffentlichten insgesamt drei Vinyl-Platten.
Seit 1996 unterrichtet er am Manchester City College, Schwerpunkt populäre Musik.
2001 stieg er bei der Band The Lovers als Gitarrist ein, der Band des Inspiral-Carpets-Sängers Tom Hingley, der vorher bei Too Much Texas sang und Gitarre spielte. Bei den Lovers spielen Kelly Wood an den Keyboards, Steve Hanley am Bass und Paul Hanley an den Drums. Beide Hanley-Brüder waren langjährige Bandmitglieder bei der englischen Kult-Gruppe The Fall und spielten danach auch wieder zusammen in der von Steve Hanley gegründeten Band ARK. Die Lovers veröffentlichten 2003 die Vinyl-Single "Yeah", ein sehr punk-orientierter Song. 2004 erschien das Debütalbum "ABBA Are The Enemy", der Nachfolger "Highlights" kam im März 2008 auf den Markt.
2006 schrieb Jason Brown die Musik zu einem Fußball-WM-Song als Teil des Bandprojekts „The Reclaimers“. Bei diesem Projekt machte auch Lovers-Bandkollege Steve Hanley und sein Sohn Paul mit. Letzterer hat bereits seine eigene Band, er spielt Schlagzeug in Sacred.
Jason Brown ist zusätzlich als House-Musiker aktiv. So unterstützt er z. B. Mettle Music bei Studio-Aufnahmen ihrer Alben ("The HoneyComb Lounge" und "Moodswing") und auch live bei Auftritten. Er hat als Studiogitarrist auf unzähligen Alben mitgespielt, wie beispielsweise bei Square 1 ("Round One"), ist aber auch auf vielen Compilations vertreten, wie z. B. der Café-del-Mar-Reihe, Private Members Club, Shiva Beats, Chillout Lounge u. a.